# Thomas Jane

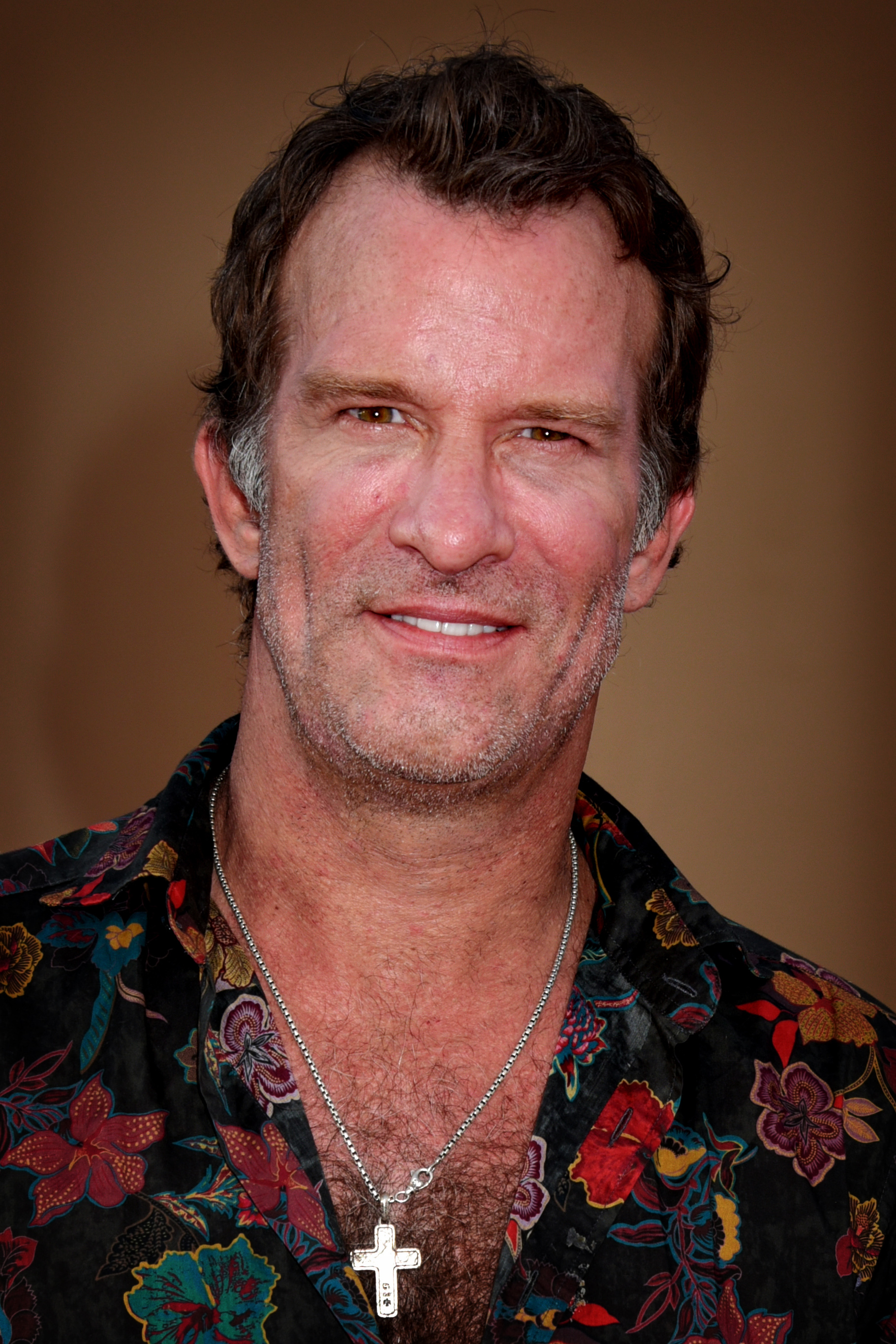
Thomas Jane (2019)

Thomas Jane (* 22. Februar 1969 in Baltimore, Maryland; eigentlich Thomas Elliott III) ist ein US-amerikanischer Schauspieler.

## Leben
Jane wurde als Sohn des Biotechnologen Michael Elliott und seiner Frau Cynthia geboren. 1986 gab er in dem Bollywoodstreifen Padamati Sandhya Ragam sein Filmdebüt. In der Folge spielte er in einigen Filmen Nebenrollen, bis er 1998 in Thursday – Ein mörderischer Tag erstmals eine Hauptrolle spielte. Es folgten Schrille Nächte in New York und 1999 Deep Blue Sea, in denen Jane ebenfalls Hauptrollen verkörperte.
Jane lehnte es mehrmals ab, in Comicverfilmungen mitzuspielen, da er sich selbst nicht als Darsteller für Superhelden sah. Doch 2004 übernahm er die Hauptrolle des Punisher in der Comicverfilmung The Punisher. 2005 lieh Jane Hauptcharakteren der Videospiele Gun und Punisher seine Stimme. 2006 spielte er in der Stephen-King-Verfilmung Der Nebel die Hauptrolle. 2008 lehnte Jane die erneute Darstellung des Punishers in der Fortsetzung Punisher: War Zone ab, da ihm das Drehbuch nicht gefiel. 2010 hatte er eine Gastrolle in Scott Pilgrim gegen den Rest der Welt.
Große Popularität errang Thomas Jane als Titelheld der Serie Hung – Um Längen besser. Er spielt darin einen Mann, dessen einziges Talent darin besteht, dass er in seiner Männlichkeit überdimensional ausgestattet ist und dies für eine Karriere als Luxus-Callboy nutzt. Der Part brachte Jane große Popularität sowie Nominierungen für den Golden Globe Award und Satellite Award ein. Thomas Jane wurde mit der Rolle des Gutbestückten zum Sexsymbol. In einem Interview erklärte er, wie der Penis des Protagonisten inszeniert wurde und welche Auswirkungen das auf ihn selbst, der 7 Inches (17,7 cm) hat, hatte: " I’ve had more guys staring at my crotch than girls though.[…] Besides if you really want to see my penis I’ll show it to you. I actually had somebody at a party say, “Hey, let’s see your penis,” and I pulled it out." (Mir haben mehr Jungs auf den Schritt gestarrt als Mädchen. […] Außerdem, wenn jemand wirklich meinen Penis sehen will, zeige ich ihn ihm. Auf einer Party gab es tatsächlich mal jemanden, der sagte: „Hey, lass uns deinen Penis sehen“, und ich packte ihn aus.")
Nach einigen weiteren Kinofilmen spielte er von 2015 bis 2019 eine der Hauptrollen als Ermittler Joe Miller in der Fernsehserie The Expanse. ebenfalls 2015 folgte seine Rolle als James Wykoff in der Western-Miniserie Texas Rising. 2017 war Jane in der zentralen Hauptrolle in der Stephen-King-Verfilmung 1922 zu sehen. Von 2022 bis 2024 spielte er in der Serie Troppo die Hauptrolle des Ted Conkaffey.
Jane ist auch als Regisseur tätig. Sein Regiedebüt gab er 2000 mit dem Film Jonni Nitro, in dem er auch als Darsteller mitwirkte. In Dark Country von 2009 war er erneut als Darsteller und Regisseur tätig. Zudem führte er 2020 in einer Folge von  The Expanse und 2024 in zwei Folgen von Troppo Regie, in beiden Serien war er in Hauptrollen zu sehen.
Jane heiratete im Juni 2006 die Schauspielerin Patricia Arquette. Am 1. Juli 2011 wurde die Ehe geschieden. Die beiden haben zusammen eine Tochter, die 2003 geboren wurde.
Janes deutsche Synchronstimme ist üblicherweise Thomas Nero Wolff.

## Filmografie (Auswahl)
- 1986: Padamati Sandhya Ragam
- 1991: She-Wolf of London (Fernsehserie, Episode 1x08)
- 1992: I’ll Love You Forever – Tonight
- 1992: Buffy – Der Vampir-Killer (Buffy the Vampire Slayer)
- 1992: Nemesis
- 1994: At Ground Zero
- 1995: High Tide – Ein cooles Duo (High Tide, Fernsehserie)
- 1996: The Crow – Die Rache der Krähe (The Crow: City of Angels)
- 1997: Hollywood Undercover (Hollywood Confidential, Fernsehfilm)
- 1997: Wie ich zum ersten Mal Selbstmord beging (The Last Time I Committed Suicide)
- 1997: Im Körper des Feindes (Face/Off)
- 1997: Boogie Nights
- 1998: Thursday – Ein mörderischer Tag (Thursday)
- 1998: Schrille Nächte in New York (The Velocity of Gary)
- 1998: Zack und Reba
- 1998: Der schmale Grat (The Thin Red Line)
- 1999: Deep Blue Sea
- 1999: Molly
- 1999: Junked
- 1999: Magnolia
- 2000: Jonni Nitro (auch Regie)
- 2000: Under Suspicion – Mörderisches Spiel (Under Suspicion)
- 2001: 61* (Fernsehfilm)
- 2001: Original Sin
- 2001: Eden
- 2002: Super süß und super sexy (The Sweetest Thing)
- 2003: Dreamcatcher
- 2003: Stander
- 2004: The Punisher
- 2006: President Evil (The Tripper)
- 2006: Medium – Nichts bleibt verborgen (Medium, Fernsehserie, 2 Episoden)
- 2007: Der Nebel (The Mist)
- 2008: The Butler’s in Love (Kurzfilm)
- 2008: Mutant Chronicles (The Mutant Chronicles)
- 2008: Killshot
- 2009: Give ’em Hell, Malone!
- 2009: Dark Country (auch Regie)
- 2009–2011: Hung – Um Längen besser (Hung, Fernsehserie, 30 Episoden)
- 2010: Scott Pilgrim gegen den Rest der Welt (Scott Pilgrim vs. the World)
- 2011: I Melt With You
- 2012: LOL
- 2012: The Punisher: Dirty Laundry (Kurzfilm)
- 2013: Buttwhistle
- 2013: Gangster Chronicles (Pawn Shop Chronicles)
- 2014: Drive Hard
- 2014: Vice
- 2014: Red Machine – Hunt or Be Hunted (Into the Grizzly Maze)
- 2014: Wie ein weißer Vogel im Schneesturm (White Bird in a Blizzard)
- 2015: Texas Rising (Miniserie)
- 2015–2019: The Expanse (Fernsehserie, 24 Episoden)
- 2016: Standoff – Die einzige Zeugin (Standoff)
- 2016: Der Kult – Die Toten kommen wieder (The Veil)
- 2016: Before I Wake
- 2016: USS Indianapolis: Men of Courage
- 2017: 1922
- 2018: A.X.L.
- 2018: Predator – Upgrade (The Predator)
- 2019: Im Netz der Gewalt (Crown Vic)
- 2020: Run Hide Fight
- 2020: Anti-Life – Tödliche Bedrohung (Breach)
- 2020: Vanished – Tage der Angst (The Vanished)
- 2021: The Last Son
- 2022: Vendetta
- 2022: Mord in Yellowstone City (Murder at Yellowstone City)
- 2022: Dig or Die (Dig)
- 2022–2024: Troppo (Fernsehserie, 16 Episoden)